# 毛里求斯离岛
毛里求斯离岛（英語：Outer Islands of Mauritius）是毛里求斯的一级行政区划单位，包括毛里求斯岛和几个离岛。一级行政区划的事务由“毛里求斯地方政府及离岛部”负责。毛里求斯宪法规定毛里求斯共和国包括阿加萊加群島、毛里求斯岛、罗德里格岛、圣布兰登群岛（卡加多斯-卡拉若斯群岛）、特罗姆兰岛和查戈斯群岛（包含迪戈加西亚岛及其它附属岛屿）。毛里求斯政府对查戈斯群岛宣称主权，在1968年毛里求斯独立之前英国把该群岛从毛里求斯的领土中分离而成立英屬印度洋領地。另外，法国也同样对特罗姆兰岛宣称主权，该岛是一个位于马达加斯加和毛里求斯本岛之间的无人居住的小岛。

## 领土

毛里求斯共和国，包括其宣称的岛屿

毛里求斯共和国的总面积为2,040平方公里（不包括查戈斯群岛），为世界上所有国家中以领土面积来算排名第169位。毛里求斯的领土包含罗德里格岛，该岛位于毛里求斯本岛东边约560公里处，面积为108平方公里。罗德里格岛原为该国的第十个区，在2002年该岛获得自治地位。阿加萊加群島的两个岛屿总面积为2,600公顷，位于毛里求斯本岛北边约1,000公里处。圣布兰登群岛（卡加多斯-卡拉若斯群岛）位于本岛东北约430公里处，为一个由多个沙洲、浅滩及小岛组成的群岛。在毛里求斯海岸四周大约有49个无人居住的岛屿和小岛（参见：毛里求斯的小岛），其中一些岛屿为保护濒危物种成为了自然保护区。
毛里求斯的专属经济区覆盖了印度洋中的230万平方公里的面积，其中约40万平方公里与塞舌尔共同管理。专属经济区内有四个用于捕鱼的暗沙。2011年毛里求斯和塞舍尔联合提议将其在马斯克林区域的大陆架扩展39.6万平方公里，并得到了联合国的认可，这使得两国享有共同管理和开发该区域内的海床和底土。